# مظاهرات ضد التدخل الأجنبي في الجزائر 2019
مظاهرات ضد التدخل الأجنبي في الجزائر هي حملة احتجاجات شعبية اندلعت في 30 نوفمبر 2019 في كامل التراب الجزائري، دعت إليها عدة شخصيات ونقابات وطنية كان أبرزها الاتحاد العام للعمال الجزائريين، تنديدا بالتدخل الخارجي وتدخل البرلمان الأوروبي في الشأن الداخلي للجزائر بخصوص الوضع العام والمسار الإنتخابي في الجزائر ودعما لإنتخابات 12 ديسمبر 2019 ولقرارات الجيش الجزائري.

## الأسباب
بدأت الاحتجاجات منذ صباح يوم السبت 30 نوفمبر 2019 حيثُ حضرها مئات آلاف الجزائريين في كل من الجزائر العاصمة، سطيف، باتنة، ورقلة، البويرة، سعيدة، تيبازة، الشلف، سوق أهراس، تبسة، عنابة، المسيلة، قالمة، بومرداس، تيارت، غليزان، وهران، مع العلم أنه الحظر على المظاهرات في الجزائر مفروض منذ عام 2001، ثمّ رُفعت حالة الطوارئ عام 2011.
وذلك تنديدا بالتدخل الخارجي خاصة تدخل البرلمان الأوروبي في الشأن الداخلي للجزائر بخصوص الوضع العام والمسار الإنتخابي في الجزائر ودعما لإنتخابات 12 ديسمبر 2019 ولقرارات الجيش الجزائري.
وذلك بعد أن خصص البرلمان الأوروبي جلسة خاصة بمناقشة الوضع في الجزائر حيث أعرب نواب البرلمان الأوروبي حول وضعية حقوق الإنسان والحريات الأساسية في الجزائر، منددين بحملة الاعتقالات التعسفية وغير القانونية حسبه ودعا البيان إلى فتح الكنائس في الجزائر وذلك بعد أن تم غلقها من قبل الأمن الجزائري كونها لم تكن مرخصة وقال وزير الداخلية صلاح الدين دحمون سابقا: «...يجب التأكيد أن مصطلح كنيسة خاطىء، هي ليس بكنائس لم نغلق أي كنيسة وإنما مستودعات لتربية الدجاج وإسطبلات ومقرات وبنايات فوضوية...هذه الأماكن غير القانونية، كانت تُموّل من جهات مجهولة، وسُجّلت بها نشاطات مشبوهة...للمتشدّقين بحرّية العبادة، أقول لهم إنّ الجزائر لا تمارس الاضطهاد الديني والدليل على ذلك، قامت الدولة بترميم عدة كنائس في البلاد...مصالحنا أبلغت هذه المراكز أنها تشتغل خارج القانون، اتصلنا بهم، لكنهم رفضوا الامتثال وتمادوا في ممارساتهم...الراغبين في ممارسة الشعائر الدينية بالجزائر، إلى اتباع القوانين والأنظمة المعمول بها لافتتاح أماكن عبادة كالتراخيص والاعتمادات...».

## أبرز شعارات الاحتجاجات
تنوعت شعارات الاحتجاجات وأحد أبرز الشعارات هو لا للتدخل الخارجي ولا للتدخل الخارجي في الجزائر وشعارات أخرى تمثلت في:
- الجيش والشباب على نفس الخطى.[17]
- لا للتدخل الأجنبي.[17]
- الجيش والشعب خاوة خاوة.[18]
- ابحثوا عن حقوق الإنسان في فلسطين..![18]
- ألم تروا حقوق الإنسان في فرنسا وغزة وفلسطين؟[18]
- votez pour l'Algérie [3]
- قوة الجيش من قوة الدولة.[18]

## رد الجزائر على تدخل البرلمان الأوربي
ردت الجزائر عبر وزارة الخارجية الجزائرية على البرلمان الأوربي بخطاب وصف بأنه قوي حسب وسائل الإعلام وأدانت الخاجية تدخل البرلمان حيث تضمن الخطاب تهديد بإعادة التقييم الشامل لعلاقاتها مع مؤسسات الإتحاد الأوربي:
«....بإيعاز من مجموعة من النواب متعددي المشارب وفاقدي الانسجام، منح البرلمان الأوروبي نفسه، بكل جسارة ووقاحة، حرية الحكم على المسار السياسي الراهن في بلادنا في الوقت الذي يستعد فيه الجزائريون لانتخاب رئيس جديد للجمهورية بكل ديمقراطية وشفافية...»
«...هؤلاء النواب قد ذهبوا إلى حد منح أنفسهم، دون عفة ولا حياء، الحق في مطالبة البرلمان الجزائري بتغيير القوانين التي اعتمدها نوابه بكل سيادة...»
«....وقد أبان البرلمان الأوروبي بهذا التصرف ازدراءه، ليس للمؤسسات الجزائرية فحسب، بل لآليات التشاور الثنائي التي نص عليها اتفاق الشراكة بما فيها تلك المتعلقة بالمجال البرلماني..»
«...فإن البرلمان الأوروبي أكد باستجابته هذه لإيعاز هؤلاء البرلمانيين المحرضين، أنه يعمل بشكل مفضوح للترويج لأجندة الفوضى المقصودة التي سبق للأسف تنفيذها في العديد من الدول الشقيقة، مستدلا في ذلك بما قام به أحد البرلمانيين الأوربيين من إشادة بالاستعمار الذي سمح، حسبه، بحرية ممارسة الشعائر الدينية خلال 132 سنة من استعمار الجزائر...»
«...إن الجزائر تدين وترفض شكلا ومضمونا هذا التدخل السافر في شؤونها الداخلية وتحتفظ لنفسها بالحق في مباشرة تقييم شامل ودقيق لعلاقاتها مع كافة المؤسسات الأوروبية قياسا بما توليه هذه المؤسسات فعليا لقيم حسن الجوار والحوار الصريح والتعاون القائمين على الاحترام المتبادل.»

## ردود الفعل على التدخل الخارجي في الجزائر

### محليا
- مجلس الأمة: «...في الوقت الذي يتأهب فيه الجزائريون للتوجه نحو صناديق الاقتراع من أجل اختيار رئيس للجمهورية بعد حراك سلمي والمرافقة باحترافية عالية من الجيش الوطني الشعبي ومختلف الأسلاك الأمنية قلّ نظيره, وبعد استكمال الأدوات القانونية والهياكل التنظيمية التي تضمن الحرية والشفافية والنزاهة للعملية الانتخابية في مسار ديمقراطي يعبر عن حجم التغيير الذي تعرفه الجزائر....يستهجن ويعتبر ما حدث اليوم في ستراسبورغ تدخلا سافرا في الشؤون الداخلية واستفزازا للشعب الجزائري ويرفض رفضا قاطعا أي تدخل من أي هيئة كانت في الشؤون الداخلية لبلادنا...»
- رئيس مجلس الأمة صالح قوجيل: «....نرفض أجندات خارجية تفرض على الجزائر ونتمنى أن يعطي الشعب الجزائري درسا للعالم من خلال مشاركته القوية في الانتخابات الرئاسية ليوم 12 ديسمبر القادم وأنها الجواب الكافي الذي من شأنه أن يرفع رؤوس الجزائريين...»
- المجلس الشعبي الوطني الجزائري: «ما حدث في ستراسبورغ تدخل سافر في الشؤون الداخلية واستفزاز للشعب الجزائري، مضيفا أن نواب المجلس يرفضون رفضا قاطعا كل الأكاذيب والافتراءات المنسوبة للقوانين الجزائرية...»[21]

### إقليميًا
- البرلمان الأفريقي:

أدان اتحاد البرلمان الأفريقي بجيبوتي، الجمعة 29 نوفمبر 2019، تدخل البرلمان الأوروبي في الشؤون الداخلية للجزائر، معبرا عن تضامنه ومساندته للمسار الانتخابي الجاري بالجزائر، وطالبه باحترام سيادة الجزائر في إدارة شؤونها الداخلية طبقا لتطلعات الشعب الجزائري، كما طالب من البرلمان الاوروبي عدم التدخل، في المستقبل، في الشؤون الداخلية للدول الافريقية.
- البرلمان العربي:

«...أن هذا التدخل سافراً في الشؤون الداخلية للجزائر... تضامنه ووقوفه مع الجزائر في المرحلة الدقيقة التي تمر بها، ورفضه لأي تدخلٍ خارجي في شؤونها الداخلية.... القرار يتناقض مع مبادئ الأمم المتحدة بشأن عدم التدخل في الشؤون الداخلية للدول، وإعلان مبادئ القانون الدولي بشأن العلاقات الودية والتعاون بين الدول، كما أن القرار يتعارض مع مبدأ حسن الجوار بين الدول العربية والأوروبية..»

### دوليًا
جمهورية الصين الشعبية: صرح سفير جمهورية الصين بالجزائر لي ليانخه «...جمهورية الصين الشعبية تقف دائما إلى جانب الجزائر وتعارض أي تدخل أجنبي في الشؤون الداخلية الجزائرية...»

## روابط خارجية
- مظاهرات الجزائر تنديدا بالتدخل الخارجي في الجزائر - يوتيوب.
- الشعب الجزائري في مسيرات ضخمة ضد تدخل الاتحاد الأوروبي في شؤون الجزائر - يوتيوب.